# Horace Welcome Babcock
Horace Welcome Babcock (Pasadena, 13 de setembro de 1912 — Santa Bárbara, 29 de agosto de 2003) foi um astrônomo estadunidense. Filho de Harold Delos Babcock.
Inventou e construiu diversos instrumentos astronômicos, e em 1953 foi o primeiro a propor a ideia da óptica adaptativa. Especializado em espectroscopia e estudo do campo magnético de estrelas. Propos o modelo de Babcock, uma teoria do magnetismo das manchas solares.
Durante a Segunda Guerra Mundial trabalhou com radiação no Instituto de Tecnologia de Massachusetts (MIT) e no Instituto de Tecnologia da Califórnia (Caltech). Após a guerra iniciou um propícuo trabalho cooperativo com seu pai.

## Honrarias
Condecorações
- Medalha Henry Draper (1957)[1]
- Medalha Eddington (1958)
- Medalha Bruce (1969)[2]
- Medalha de Ouro da Royal Astronomical Society (1970)[3]
- Prêmio George Ellery Hale da Divisão de Física Solar da American Astronomical Society (1992)

Batizados com seu nome
- Asteroide 3167 Babcock (juntamente com seu pai)
- A cratera Babcock na Lua foi batizada somente em nome de seu pai

### Obituários
- PASP 116 (2004) 290 (not available online yet, see )
- Preston, George W. (2004). «Obituary: Horace Welcome Babcock (1912–2003)». Publications of the Astronomical Society of the Pacific. 116: 290–294